# Batalla de Luchana
Se conoce como batalla de Luchana a los combates que durante la primera guerra carlista tuvieron lugar durante los días 1 al 25 de diciembre de 1836 en la que el ejército isabelino, partiendo desde su base en Portugalete, consiguió arrollar a las fuerzas carlistas que asediaban Bilbao desde el 25 de octubre.

## Antecedentes
El Estado carlista presentaba a principios del año 1836 «...una insuficiencia económica que amenazaba su propia supervivencia». Juan Bautista Erro, al frente del Ministerio Universal, decidió negociar créditos por valor de un millón de reales en Londres. 

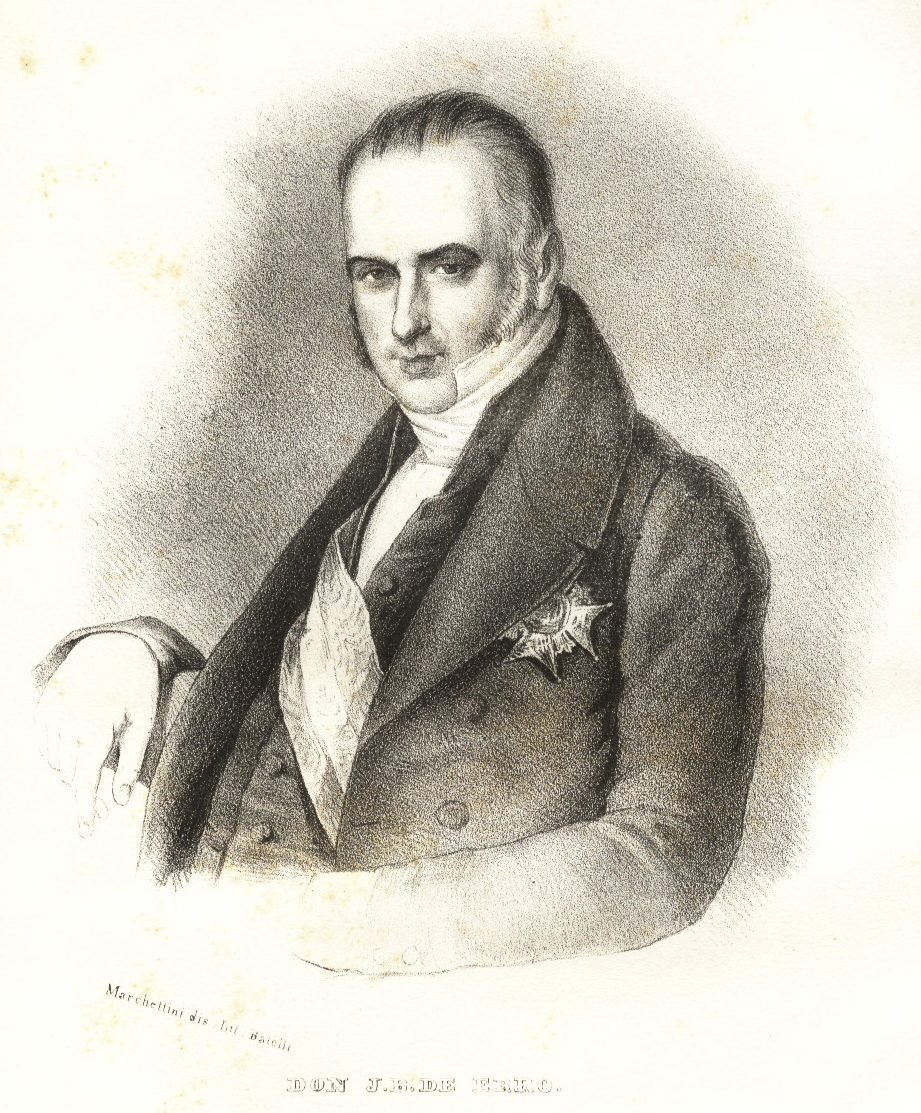
Juan Bautista Erro. Litografía de 1837 según dibujo de Isidoro Magués.

Ignacio Lardizábal estaba encargado de la negociación, pero no logró obtenerlos al no poder ofrecer suficientes garantías. «En esta situación la posesión de una plaza como Bilbao podría constituir el aval necesario para garantizar los empréstitos e inversiones extranjeras». Por lo que, reunidos en Durango, el pretendiente con los ministros y altos cargos militares, decidieron el 14 de octubre de 1836 poner sitio a Bilbao. Sería el segundo que sufriría esta ciudad durante la primera guerra carlista. 

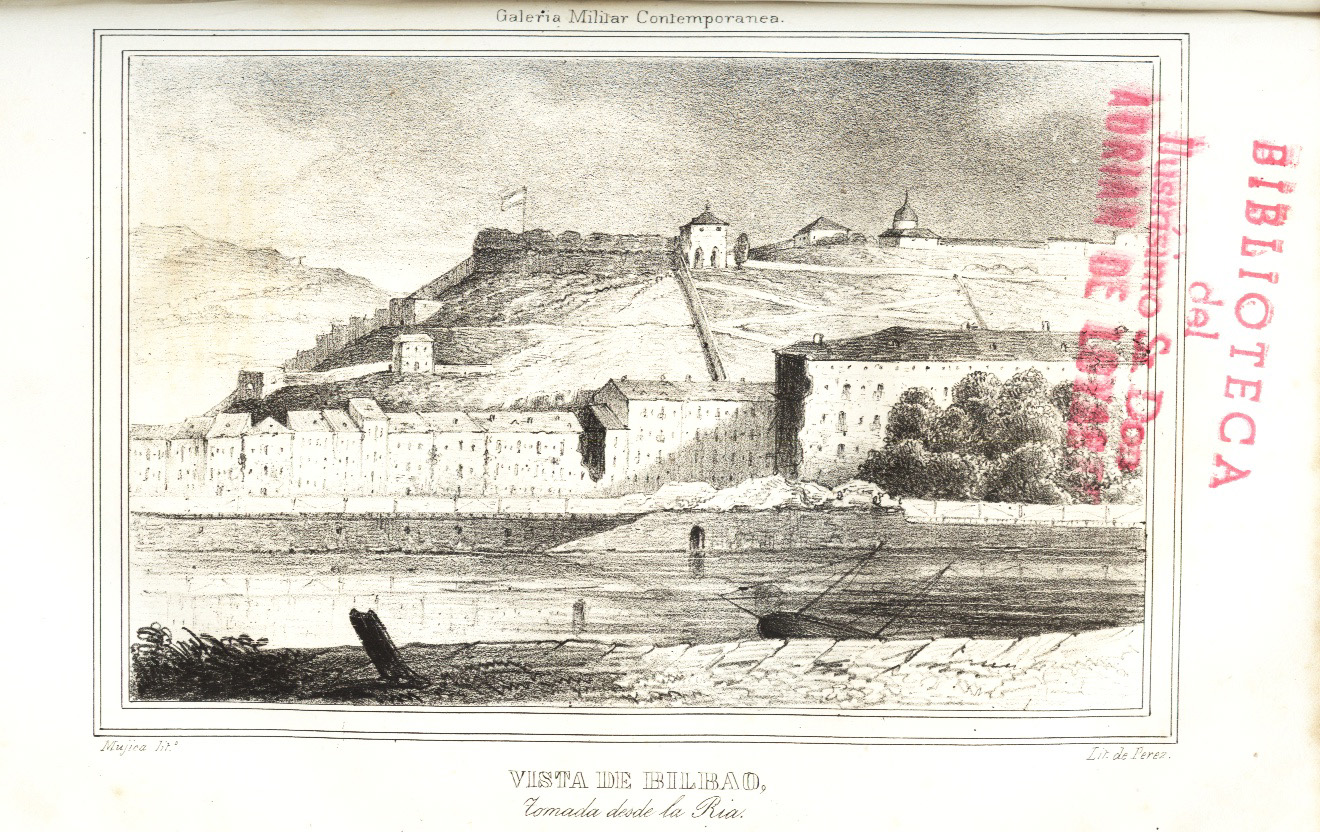
Vista de Bilbao desde la ría. Grabado de 1845.

Nazario Eguía, general en jefe del ejército carlista, dio el mando para realizar el sitio a Bruno Villarreal. Los días 18 y 19 de octubre, un 
ingeniero francés al servicio de los carlistas reconoció la plaza de Bilbao, tras lo cual estos comenzaron a trasladar su artillería a diversas alturas que dominan la ciudad, levantando fortines, parapetos y cavando trincheras. Su fuerza estaba compuesta por 17 cañones de grueso calibre, dos morteros, 600 carros de proyectiles huecos y balas rasas, así como 150 de municiones y pertrechos, destinando 15 batallones de infantería para el asalto.

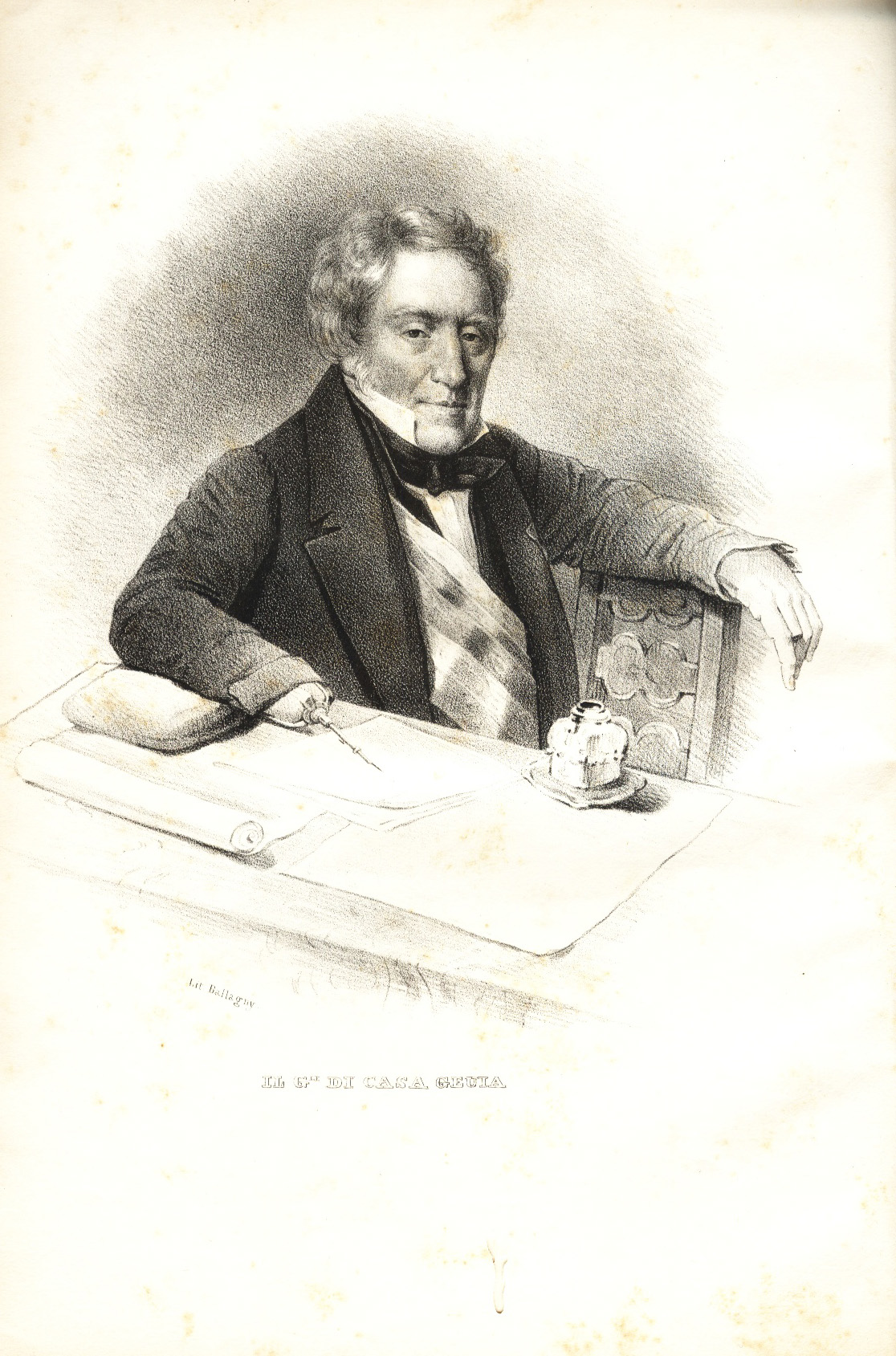
Nazario Eguía. Litografía de 1837 según dibujo de Isodoro Magués.

Iniciaron el bombardeo el día 25.

## Preliminares
El traslado que realizaban los carlistas de prácticamente toda su artillería hacia Vizcaya desde el territorio vasco-navarro que dominaban, evidenciaba sus intenciones de sitiar Bilbao, lo que no pasó desapercibido al mando isabelino, por lo que Baldomero Espartero, jefe del ejército del Norte, había marchado con sus tropas situadas en la frontera sur del Ebro hacia el norte, hallándose al iniciarse el bombardeo de Bilbao en Villarcayo, a 60 kilómetros al oeste. Ya dos días antes había enviado parte de su tropa a Santander para que desde allí se dirigiese por mar a Portugalete, localidad situada en la orilla izquierda de la ría de Bilbao, a unos 10 kilómetros al norte de Bilbao, y que desembarcó allí el día 26.
La ocupación de Portugalete le era necesaria a Espartero para realizar la campaña de auxilio a la ciudad sitiada, ya que en ese lugar establecería sus cuarteles, depósitos de armas, municiones y víveres, así como hospitales de sangre. Pero Espartero tenía mal aprovisionada su tropa en Villarcayo, se encontraba enfermo y tuvo que aniquilar antes las guerrillas carlistas que operaban en la provincia de Burgos y entorpecían el tránsito de los suministros que tenía que recibir. Por todo ello, no pudo iniciar su marcha hasta mediados de noviembre, llegando a Portugalete el día 25 con sus 14 000 soldados. Dos días después comenzó su avance hacia Bilbao por la orilla izquierda del río, pero fue rechazado con gran pérdida de efectivos, dado que las posiciones carlistas que se le interponían estaban muy bien fortificadas y defendidas con gran valor. El fracaso le hizo ver la dificultad de avanzar y romper el cerco por esta orilla, decidiéndose a realizarlo por la opuesta.

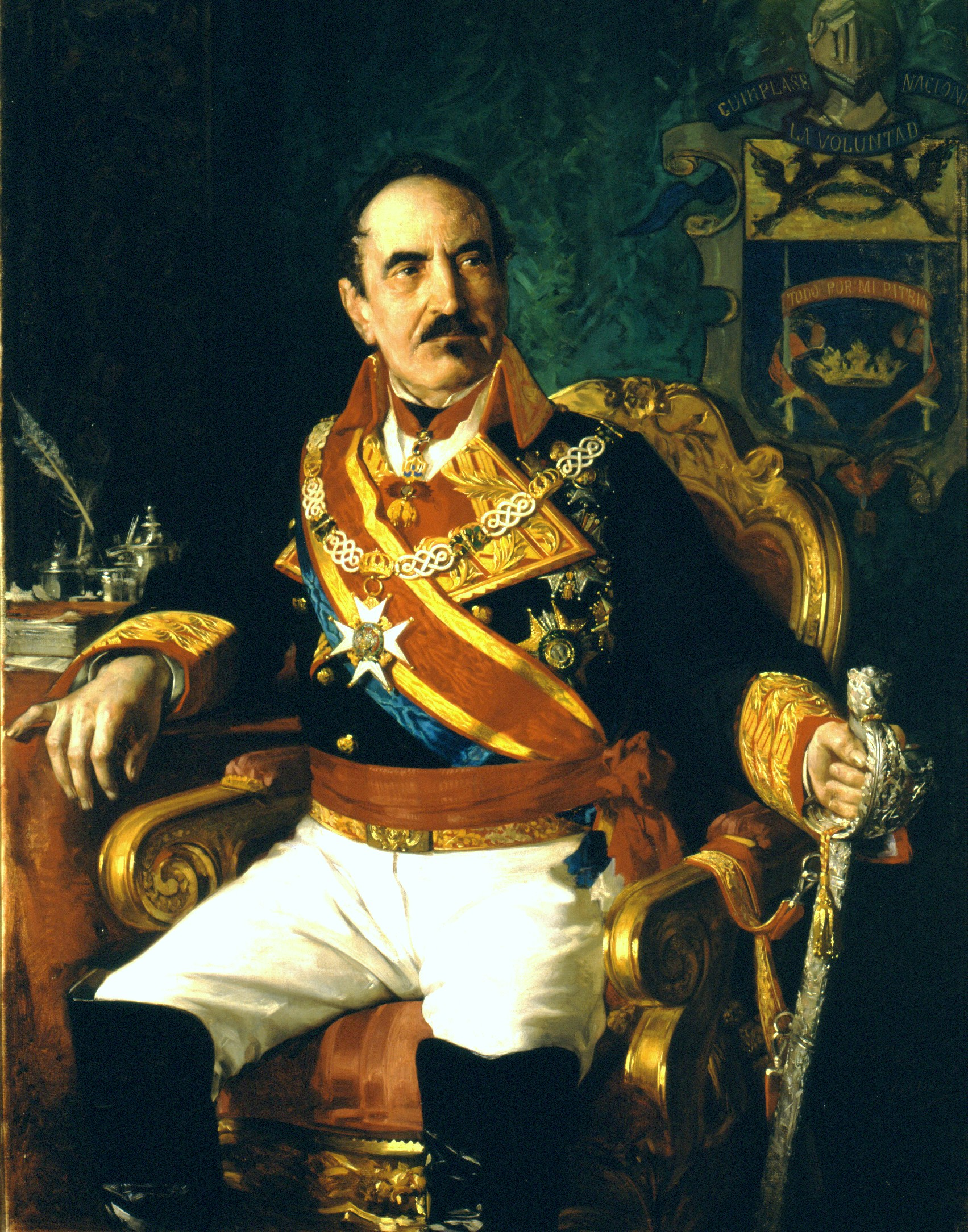
Baldomero Espartero.

Tras consultar con los jefes de la Armada española y la de los dos buques de guerra británicos fondeados en la ría, se dispuso a construir un puente sobre el Nervión a la altura de Portugalete, fuera del alcance de la artillería enemiga, aunque expuesto por su cercanía a la desembocadura al mar a sufrir la fuerza del oleaje. El puente se construyó «...colocando en línea abarloados 32 lugres, goletas y bergantines que se hallaban en la ría, perfectamente amarrados en la larga extensión de 680 pies, y con sus planchas de cuarteles de unos a otros...» El día 30 ya se hallaba en la orilla derecha gran parte de su ejército, enviando a los defensores de Bilbao con el telégrafo óptico un mensaje que decía: «El ejército del Norte estará hoy entre Algorta y Aspe o alto frente de Portugalete y se dirige por el E. a Asúa, y mañana por Archanda a Bilbao».

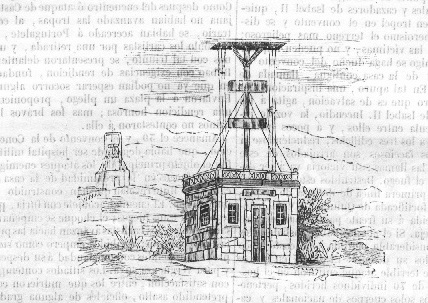
Telégrafo óptico. Grabado de 1843.

Pero el avance no tuvo lugar con la rapidez que había previsto, entablándose la más larga batalla de esta guerra.

## Batalla
En el trecho que se extiende entre el lugar de su desembarco y Bilbao se abren dos barrancos en la cadena montañosa de la margen derecha del Nervión, bajando perpendiculares al río. En sus cauces fluía mucha agua dadas las fuertes lluvias de los últimos días. El día 1 llegaron los isabelinos, formados en tres columnas paralelas, al primer barranco a la altura del puente de Gobelas pero éste había sido cortado, por lo que tuvieron que vadear el riachuelo muy crecido y bajo el fuego de la fusilería carlista. Continuaron avanzando hacia la parte alta del siguiente barranco hasta el puente de Asúa. También este estaba inutilizado y los carlistas habían establecido los tres fortines artillados de Cabras, San Pablo y Banderas situados en cerros de la estribación sur del barranco. Este barranco era «...el foso del campo enemigo.» Los emplazamientos carlistas cubrían perfectamente el barranco desde Azúa hasta el Nervión, sometiendo a los isabelinos a un intenso fuego. Llegando la noche, Espartero desistió de su intento de franquearse el paso por Asúa y decidió realizarlo al día siguiente por Luchana, lugar situado en la parte baja del barranco, junto al Nervión. Como también allí habían inutilizado el puente los carlistas, proyectaba construir en este lugar un puente de pontones, levantando antes baterías en las alturas de su orilla para contrarrestar el fuego de las enemigas.

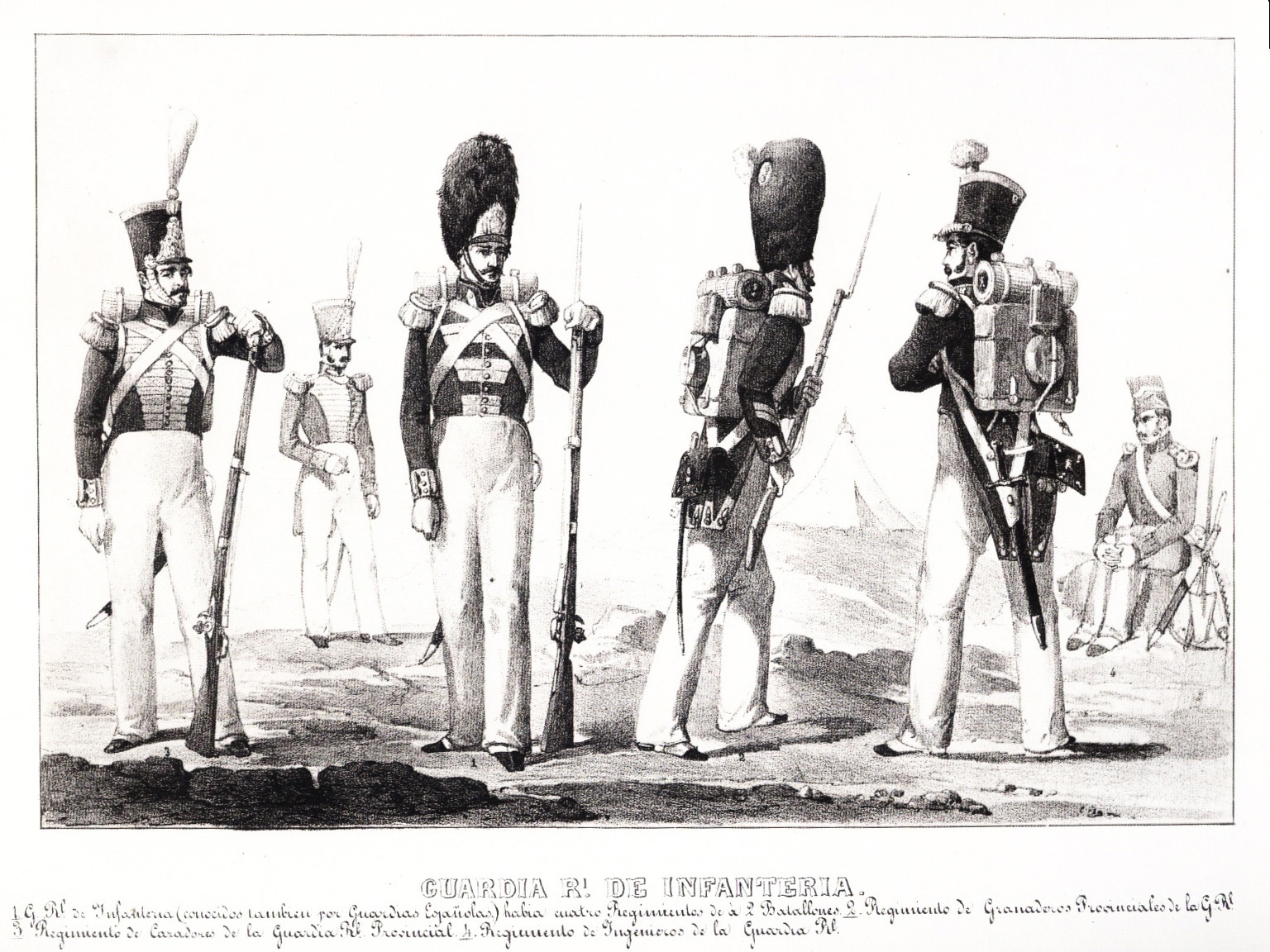
Guardia Real de infantería isabelina. Grabado de la década de 1840.

En tanto se realizaban estas disposiciones, arreció el temporal el día 5 y destrozó el puente que les unía a Portugalete, el cual era la única comunicación con la orilla izquierda desde donde tenían que recibir los víveres y las municiones y poder evacuar sus heridos. Ante ello, renunció Espartero a intentar forzar el paso por Luchana, retiró inmediatamente en barcazas la artillería a la orilla izquierda del Nervión, dando comienzo a la construcción de un nuevo puente para reemplazar al destruido, más al sur y más protegido de los embates del mar, pero ahora también bajo el alcance de la artillería de los tres fortines carlistas. El día 7 por la tarde quedó terminada la nueva obra, comenzando a retirarse a la orilla izquierda las tropas isabelinas, pero mientras lo cruzaban el temporal volvió a partirlo en dos, debiéndose realizar el paso de la fuerza restante empleando lanchas.

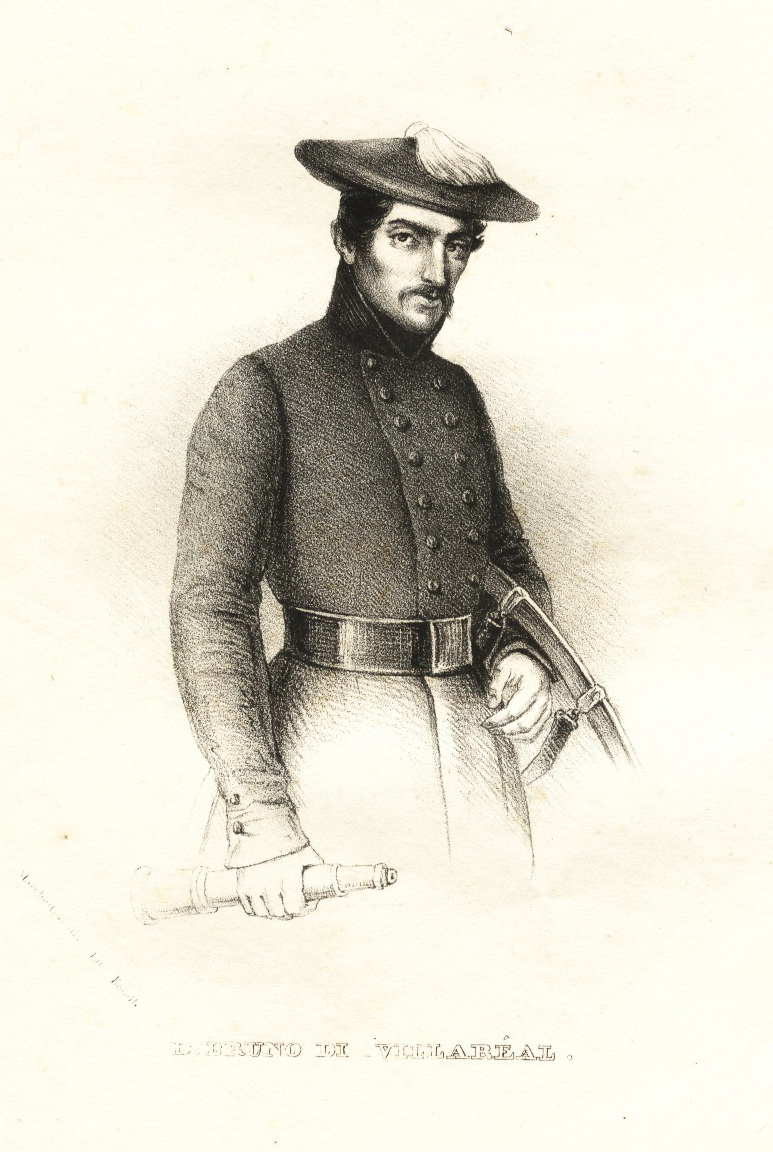
Bruno Villarreal. Litografía de 1837 según dibujo de Isidoro Magués.

Villarreal pensó que Espartero volvería a intentar nuevamente el avance por la orilla izquierda desde Portugalete, por lo que también trasladó parte importante de su tropa a la misma orilla para hacerle frente.
El día 12 inició Espartero efectivamente la marcha hacia Bilbao por la orilla izquierda, pero los temporales habían convertido los caminos en barrizales, quedando atascada la artillería pesada que necesitaba para batir las trincheras enemigas. El mal tiempo y el ardor defensivo de los carlistas obligaron a los isabelinos a desistir nuevamente de su ataque, retirándose el día 15 por tercera vez a Portugalete. Ahora «...el estado de las tropas de Espartero no era en verdad el más lisonjero, pues que faltos de artillería, de municiones, de víveres, y un tanto mohínos por las tan repetidas retiradas, se advertía cierto oculto disgusto que podía acrecerse de un modo inconveniente, a no acudirse al remedio de las faltas que se experimentaban.» Ante esta situación, Espartero dio al día siguiente una orden general que fue leída a sus tropas por los oficiales. En ella decía: «Soldados: vuestra conservación para los gloriosos hechos que os esperan me decidió ayer a retroceder sobre este punto. El fuerte temporal de aguas no teniendo techado en que guareceros, aunque insuficiente para apagar vuestros ardimientos, habría inutilizado las municiones con que debéis batir al enemigo. Aquí tenéis la causa del retroceso. No, de ninguna manera no, abandonar la grande obra de salvar Bilbao... os ofrecí conduciros a la victoria cuando me encargué del mando y pereceré antes que privaros del triunfo. Empero la empresa que vamos a acometer es ardua y solo el conocimiento de vuestro valor me decidió a acometerla... y cuando volváis a salir de los cantones, espero no tornaréis a ellos sin que la guarnición de Bilbao haya estrechado en sus brazos a sus libertadores...»

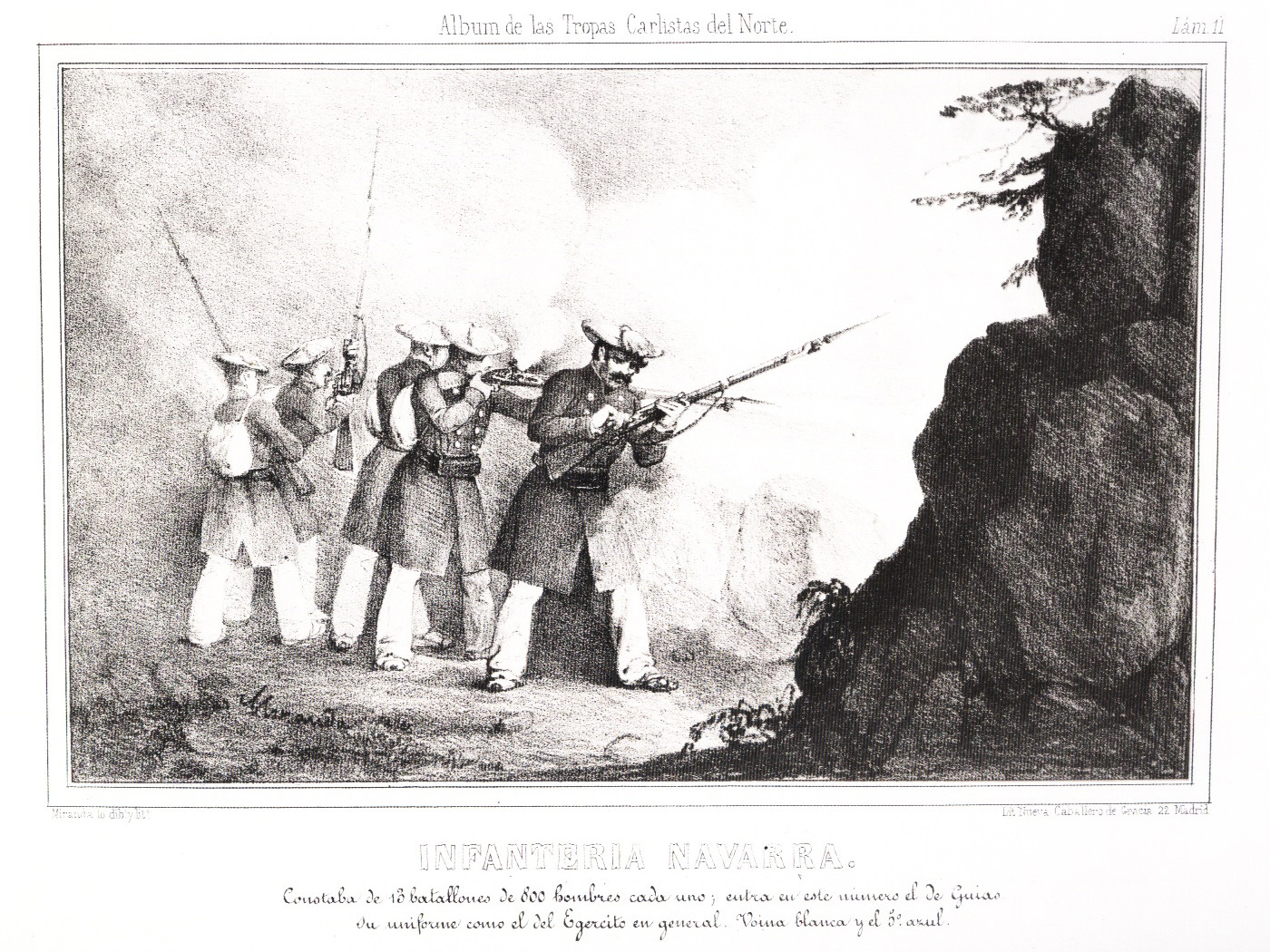
Infantería carlista. Grabado de 184?

El día 17 llegó a Portugalete un refuerzo de tropas y una importante provisión de víveres, dinero y municiones, tras lo cual Espartero se decidió a forzar nuevamente el paso por la orilla derecha. Se comenzó con la construcción de un nuevo puente, facilitando los comandantes de los buques británicos balsas para realizar previamente el paso de la artillería y parte de la caballería a la orilla derecha durante la noche del día 19 y el amanecer del 20, mientras aquel se estaba terminando. Para distraer el fuego carlista, la goleta isabelina Isabel II y la cañonera San José se situaron el día 21 frente a Luchana y bombardearon el fortín de la Casa de la Pólvora, situado al sur del puente de este lugar, aunque ambos buques fueron pronto dañados y tuvieron que ponerse fuera del alcance de los cañones enemigos. Al anochecer, los isabelinos habían emplazado sus piezas de artillería sobre el Azúa, el puente sobre el Nervión quedó concluido y al amanecer el día 22 comenzó a pasar a la orilla derecha el grueso de la infantería isabelina y la restante caballería. También se fortificó el lugar donde el puente de embarcaciones arrancaba en la orilla izquierda, ocupándolo tres batallones de infantería en previsión de que Villarreal ordenase un ataque sobre él por esa orilla. Al día siguiente, día 23, se realizó un nuevo ataque marino, formado por unas 20 cañoneras y trincaduras, abriendo fuego frente a Luchana, vivamente contestado por los carlistas. El mal tiempo impidió que los fuegos intercambiados produjesen graves daños.

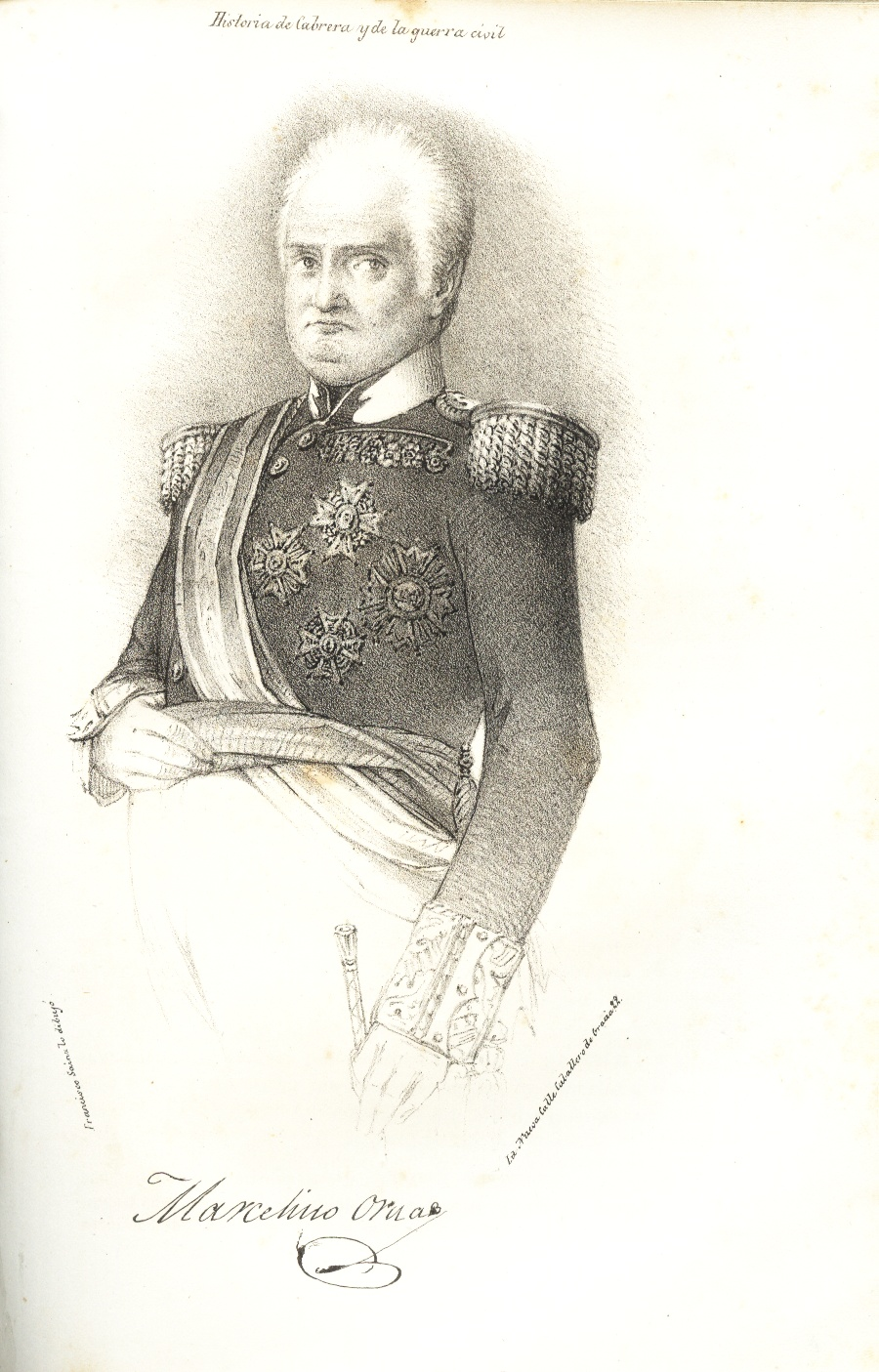
Marcelino Oráa. Grabado de 1844.

Amaneció el día 24 previsto para realizar el ataque definitivo. El temporal azotaba la ría y Espartero despertó enfermo, debiendo ceder el mando a su jefe de plana mayor, el general Marcelino Oráa. Las baterías sobre el Azúa y las emplazadas frente a Luchana en la orilla izquierda del Nervión no cesaron de batir las posiciones carlistas. Hacia las cuatro de la tarde embarcaron en la orilla izquierda ocho compañías de cazadores en unas 30 pequeñas embarcaciones, la mayor parte de ellas traídas de Laredo y Castro Urdiales. «El fin de la empresa era saltar a la orilla ocupada por los enemigos, apoderarse de sus obras y proteger la rehabilitación del puente de Luchana... En el mismo momento de dar principio a la ejecución se pronunció de una manera espantosa el temporal que ya reinaba... Allí, en aquella terrible travesía, trasportados en medio de una nube, pues solo agua, granizo y escarcha los rodeaba por todas partes, hacían resonar los vivas y aclamaciones, precursoras de la victoria.» Las cañoneras y trincaduras cubrían los flancos de las fuerzas de desembarco y los cazadores consiguieron saltar a tierra. Los carlistas en Luchana, aunque sorprendidos por el imprevisto ataque, defendieron con gran valor sus posiciones, lo que «...dio lugar a que se trabase una contienda singular, la más extraña quizá, la más sorprendente... Furiosamente alternaba el estampido del cañón con los violentos mugidos del huracán embravecido, mezclábase el proyectil del fusil con el que en forma de granizo y con no menor violencia arrojaban las nubes, y en medio de una oscuridad casi completa, la luz de los fogonazos daba un color siniestro a la nieve que cubría todos los objetos.»

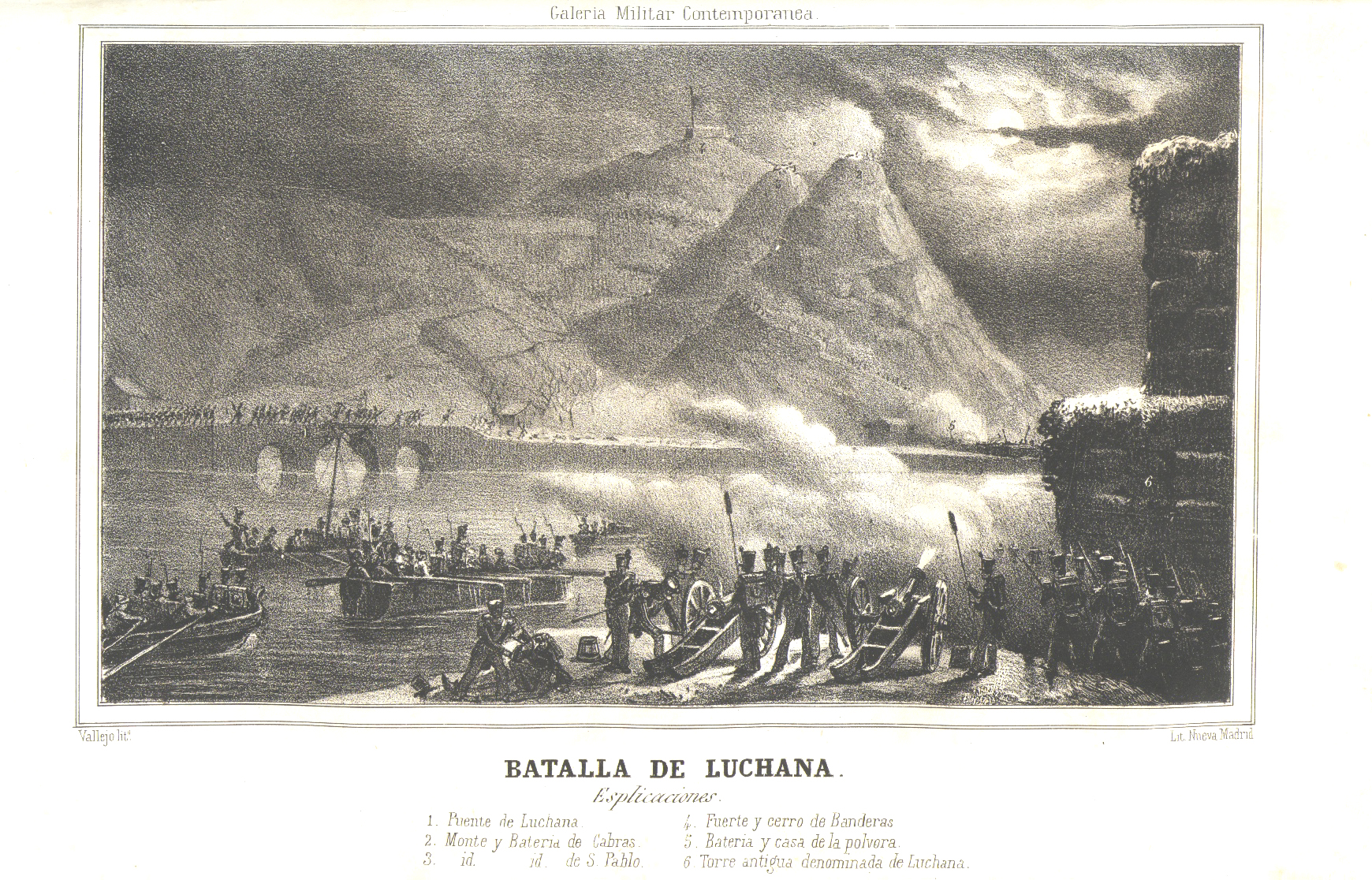
Litografía de 1846 recreando la batalla de Luchana. En primer término el lugar de la orilla izquierda del Nervión donde embarcaron los cazadores. Enfrente, al otro lado del río, el puente de Luchana. Detrás se abre el barranco de Azúa. A la derecha del puente, se ve abajo el fortín Casa de la Pólvora, en las cumbres, de derecha a izquierda, los fortines Cabras, San Pablo y Banderas..

Los cazadores isabelinos desembarcados consiguieron finalmente desalojar de Luchana a sus enemigos, se tendió junto al puente derruido uno provisional y el ejército de la orilla norte del Azúa repasó el barranco, se encaramó por las laderas del sur del mismo y comenzó a asaltar los fortines de Cabras, San Pablo y Banderas. Pero la bravura de la defensa carlista frenó sus sucesivos ataques y habiendo sido deshecho nuevamente el puente de barcas sobre el Nervión, se hizo crítica su situación. «El temporal aumentaba los embarazos del ejército cristino, cuyo puente de comunicación con Portugalete había desaparecido ante la bravura del mar; la nieve y el agua caía sin cesar; el viento arremolinaba las nieves y jamás ejército alguno estuvo en situación más crítica que el de la reina, hambriento, desnudo y acampado al norte de la ría [sic, quiere decir «ciudad»]». A medianoche se informó de estas circunstancias a Espartero, que abandonó su lecho y, logrando en una lancha pasar a la otra orilla, montó en un caballo y recorrió el campo de batalla. Cuando entre los soldados isabelinos se corrió la voz de que su general se hallaba entre ellos, les hizo retomar con fuerza los ataques y hacia las cuatro de la madrugada del día 25, cuando el temporal cesaba un tanto en su crudeza, consiguieron apoderarse del fuerte de Banderas, último que conservaban los carlistas, los cuales iniciaron la retirada, quedando para las tropas isabelinas libre el paso a Bilbao y finalizada la batalla.

## Consecuencias
Las tropas isabelinas entraron en Bilbao el mismo día 25 de diciembre, recibidas con gran júbilo por los defensores de la ciudad. Entre los sitiadores carlistas «la confusión no tenía límites, las fuerzas vagaban dispersas por el país y a tan lamentable desorden se añadió la de perderse la fuerza moral entre los soldados carlistas... y un rumor de traición circuló entre los que habían creído seguro el triunfo.» José Manuel de Arízaga, auditor general del ejército carlista, dice que la defensa carlista no fue lo suficientemente recia, debido a que aquellos días «la mayor parte de nuestras tropas recibieron orden de acantonarse en los pueblos a retaguardia de Bilbao y muy poca fuerza quedaba cubriendo el servicio de la línea que no se consideró pudiera ser atacada.»
La noticia de la batalla y de la liberación no llegó a Vitoria hasta el día 29, pero desde allí se propagó velozmente por todo España, dando motivo a que estos hechos fuesen celebrados hasta en los lugares más apartados del país y numerosas localidades dieron nombre de «Luchana» a una de sus calles o plazas.
Espartero recibió el título de conde de Luchana, mientras que Eguía y Villarreal perdieron sus mandos. En esta batalla falleció Antonio de Aymerich Ortiz de Pinedo, nacido de José Aimerich, ministro de la guerra en funciones con Cea Bermúdez.

## Incertidumbres
Ni Eguía ni Villarreal dejaron testimonio escrito sobre los motivos que tuvieron para no utilizar la agilidad de movimientos de sus batallones, lo que les caracterizaba precisamente, para avanzar desde Bilbao y aniquilar en Portugalete la vanguardia de Espartero que allí había desembarcado el 26 de noviembre. Ni por qué no realizaron un ataque sobre esta localidad el día 5 de diciembre o siguiente, cuando el temporal había inutilizado el puente de barcas sobre el Nervión y había dejado a Espartero aislado en la orilla derecha.